# Probatorik
Die Bezeichnung Probatorik (von lateinisch probare = (aus)probieren) meint die anfänglichen Sitzungen vor dem eigentlichen Beginn einer Psychotherapie nach der Psychotherapie-Richtlinie. Hierbei wird der Patient nach seinen Beschwerden befragt. Aufgabe des Psychotherapeuten ist es, zu klären, ob eine psychische Störung vorliegt, gegebenenfalls welche, wie diese verursacht und aufrechterhalten wird, ob diese erfolgreich innerhalb eines bestimmten Stundenkontigents mit Psychotherapie behandelt werden kann und wie die Therapieinhalte gestaltet werden sollen. Soll eine Langzeittherapie in einem Richtlinienverfahren bei der gesetzlichen Krankenversicherung beantragt werden, muss der Psychotherapeut immer einen anonymisierten Bericht verfassen mit noch weiteren Inhalten, der von einem Gutachter gelesen und überprüft wird. Der Gutachter kann die beantragten Therapiestunden befürworten, kürzen oder nicht befürworten. Dessen Stellungnahme wird der Krankenkasse des Patienten übermittelt, welche über den Therapieantrag entscheidet. Die Anzahl möglicher probatorischer Sitzung ist in der gesetzlichen Krankenversicherung begrenzt. Oft werden 5 probatorische Sitzungen durchgeführt. Die Bewilligung des Antrages nach Antragstellung kann einige Wochen dauern. Eine Überweisung ist nicht erforderlich für die probatorischen Sitzungen bei einem Psychologischen Psychotherapeuten oder Kinder- und Jugendlichenpsychotherapeuten.

## Probatorik als Psychotherapiebeginn
Der Start in eine Psychotherapie beginnt mit den sogenannten probatorischen Sitzungen. Der Klient/Patient hat in dieser Zeit die Möglichkeit herauszufinden, ob der Psychotherapeut ein geeigneter ist. In diesem Zeitraum wird geklärt, ob die beabsichtigte Psychotherapie bei der vorliegenden psychischen Störung erfolgversprechend und die Zusammenarbeit zwischen Klient und Psychotherapeut tragfähig ist. Sollten diese Bedingungen erfüllt sein, so wird ein Antrag bei der jeweiligen Krankenkasse gestellt. Um zu klären, ob eine Psychotherapie überhaupt sinnvoll ist und ob Patient und Behandler zueinander „passen“, übernimmt die Krankenkasse vorab bis zu vier „probatorische“ Sitzungen, unabhängig von den gewählten Therapieverfahren. Vor April 2017 waren es noch fünf bzw. bis zu acht Sitzungen, je nach Therapieverfahren. Sie werden über die Chipkarte der Krankenversicherung abgerechnet. Diese „Kennenlern-Sitzungen“ dienen dem Patienten dazu, sich in Ruhe darüber klar zu werden, ob er einen geeigneten Psychotherapeuten gefunden hat (bspw. therapeutischer Stil, Persönlichkeit, Geschlecht).
Auch für Beihilfeberechtigte und bei vielen Privatversicherten sind probatorische Sitzungen vorgesehen. Bei Privatversicherungen, deren Tarif nur eine bestimmte Zahl von Sitzungen pro Jahr vorsieht, wird dagegen die Unterscheidung zwischen probatorischen und normalen Sitzungen nicht gemacht. Bei einigen Versicherungen ist dann auch ein ausführlicher Psychotherapieantrag erforderlich. Oft reicht hier die ärztliche Bescheinigung einer einschlägigen Diagnose aus. Besonders bei manchen Beihilfestellen kann es vorkommen, dass sich diese gegen die Durchführung von bis zu vier probatorischen Sitzungen bei jeweils unterschiedlichen Behandlern wehren. Sie berufen sich darauf, dass die Beihilfevorschriften nur pauschal von vier zu gewährenden probatorischen Sitzungen sprechen (ohne diese Formulierung auf einen oder mehrere Behandler zu beziehen). Die betreffenden Kostenträger stellen sich also auf den Standpunkt, dass es sich um eine Gesamtzahl handelt und nicht darum, dass man pro „ausprobiertem“ Psychotherapeuten bis zu vier finanzierte Sitzungen beanspruchen darf. Diese Auslegung widerspricht jedoch dem Sinn der Vorschriften. Denn wenn ein Patient (oder der Psychotherapeut, er hat auch das Recht „nein“ zu sagen) erst nach 5 probatorischen Sitzungen zu dem Ergebnis kommt, dass beide Partner doch nicht zueinander passen, hätte der Patient keinerlei weitere Chancen mehr, einen neuen Psychotherapeuten kennenzulernen. Andererseits kann man verstehen, dass ein Kostenträger skeptisch wird, wenn derselbe Patient Rechnungen über 40 probatorische Sitzungen bei acht verschiedenen Behandlern einreicht.

### „Antrag des Versicherten auf Psychotherapie“: „Kassenantrag“
Soll nach Ablauf der Probatorik und ggf. weiteren notwendigen diagnostischen Abklärungen der „Antrag des Versicherten auf Psychotherapie“ (PTV 1) durch einen Psychologischen Psychotherapeuten gestellt werden, muss als Teil des Antragsverfahrens die Bestätigung eines Arztes, der Konsiliarbericht beigefügt werden und dem Psychotherapeuten vorliegen. Durch die ärztliche Untersuchung soll sichergestellt werden, dass nicht körperliche Gründe für eine psychische Symptomatik ursächlich sind, die medizinisch zu behandeln wären. Der Bericht ist dem Psychotherapeuten durch den Konsiliararzt spätestens drei Wochen nach der Untersuchung zu übermitteln. Zur Abgabe eines Konsiliarberichtes sind alle Vertragsärzte mit Ausnahme der folgenden Arztgruppen berechtigt: Laborärzte, Mikrobiologen, Infektionsepidemiologen, Nuklearmediziner, Pathologen, Radiologen, Strahlentherapeuten, Transfusionsmediziner und Humangenetiker. Der Psychotherapeut hat den Konsiliarbericht im verschlossenen Umschlag dem Bericht an den Gutachter beizufügen.
Die Antragsstellung
Die Feststellung der Leistungspflicht für Psychotherapie erfolgt durch die Krankenkasse. Hierzu teilt der Psychotherapeut auf dem Formular „Antrag des Therapeuten zum Antrag des Versicherten“ (PTV 2) der Krankenkasse vor der Behandlung die Diagnose mit, begründet die Indikation, nennt die Art des Behandlungsansatzes, fügt den Antrag des Versicherten und den Konsiliarbericht bei. Die Entscheidung über die Kostenübernahme erfolgt dann auf der Grundlage der Stellungnahme eines Gutachters anhand des anonymisierten Berichts des behandelnden Psychotherapeuten, wenn der Psychotherapeut nicht von der Gutachterpflicht für die ersten 25 Sitzungen befreit ist. Dies kann einige Wochen dauern.
Die Therapiegenehmigung
Die Versicherungsträger (z. B. gesetzliche Krankenversicherungen, private Krankenversicherungen oder Beihilfe) übernehmen die Kosten für eine ambulante Psychotherapie nur ab dem Datum der ausdrücklichen und schriftlichen Genehmigung im genehmigten Umfang. Der Versicherte und der Psychotherapeut erhalten diesbezüglich jeweils eine Mitteilung durch den Kostenträger. Die psychotherapeutische Behandlung kann erst dann beginnen, wenn die schriftliche Kostenübernahme vorliegt.
Das Gutachterverfahren
...
Psychotherapie im Rahmen der Kostenerstattung
Steht für eine „notwendige“ Psychotherapie kein Vertragsbehandler in angemessener Zeit zur Verfügung, weil z. B. die Wartezeiten auf einen Therapieplatz länger als 3 Monate dauern, kann der Patient bei seiner Krankenversicherung einen Antrag auf Kostenübernahme gem. § 13 Abs. 3 SGB V stellen. Nähere Auskünfte hierzu geben die Psychotherapeutenkammern des jeweiligen Bundeslandes oder der Berufsverband Deutscher Psychologinnen und Psychologen (BDP).

### Psychotherapieverfahren
Bislang gilt die Einschränkung auf vier Psychotherapieverfahren:
- Verhaltenstherapie als Verfahren
- Systemische Therapie als Verfahren
- tiefenpsychologisch fundiertes Verfahren
- analytische Psychotherapie (drei theoretische Richtungen: Psychoanalyse nach Sigmund Freud, die Analytische Psychologie nach Carl Gustav Jung und die Individualpsychologie nach Alfred Adler)

Der Wissenschaftliche Beirat Psychotherapie empfahl im Mai 2002 die Gesprächspsychotherapie.
Für den Patienten besteht Wahlfreiheit.

### Art, Umfang und Durchführung der Behandlung
Sowohl Einzelpsychotherapie als auch Gruppenpsychotherapie ist im ambulanten Bereich möglich. Die Abrechnung erfolgt über den Einheitlichen Bewertungsmaßstab. Die Zeitkontingente für Psychotherapie sind festgelegt. Nach fünf (Verhaltenstherapie und tiefenpsychologisch fundierte Psychotherapie) oder acht (analytische Psychotherapie) probatorischen Sitzungen, die zur Indikationsprüfung dienen, kann eine Kurzzeitpsychotherapie mit bis zu 25 Stunden erfolgen. Bei nichtärztlichen Psychotherapeuten ist außerdem vor Beginn der Therapie ein ärztlicher Konsiliarbericht erforderlich, der u. a. das Nichtvorhandensein einer körperlichen Erkrankung bescheinigt und Fragen der Medikamenteneinnahme klärt.

### Privatversicherte
Bei manchen Privatversicherungen sehen die Verträge vor, dass pro Kalenderjahr lediglich eine bestimmte Zahl von Psychotherapiesitzungen bezahlt wird, z. B. 25 Sitzungen. Zwischen probatorischen und regulären Sitzungen wird dann meist kein Unterschied gemacht. Wer also in einem solchen Fall mehrere Psychotherapeuten mit jeweils 5 probatorischen Sitzungen „ausprobiert“, verbraucht allein dadurch möglicherweise schon sein gesamtes „Jahreskontingent“ und muss mit der eigentlichen Psychotherapie dann bis zum nächsten Jahr warten oder die Behandlung selbst bezahlen.

### Probatorik als Verbraucherschutz
Es empfiehlt sich aus Sicht der Klienten, den Psychotherapeuten/die Psychotherapeutin vor Beginn der Therapie kennenzulernen. Insofern gelten die bis zu fünf (VT) oder acht (PA) probatorische Sitzungen auch als Schnupper-Sitzungen um zu prüfen, ob eine tragfähige Arbeitsbeziehung aufgebaut werden kann. Erst nach dieser Phase, in der auch die Psychotherapieziele und der Behandlungsplan besprochen werden, wird ein Antrag auf Psychotherapie gestellt. Eine übereilte oder falsche Entscheidung für einen Psychotherapieplatz kann das ursprüngliche Problem auch verschärfen. Nach einem Therapieabbruch kann die Bewilligung einer Nachfolge-Psychotherapie durch die Krankenkasse in Frage gestellt sein.

## Sozialrecht / Berufsrecht
Psychotherapie wird in Deutschland einerseits von Ärzten (mit einer entsprechenden psychotherapeutischen Zusatzausbildung) oder von Psychologischen Psychotherapeuten und Kinder- und Jugendlichenpsychotherapeuten durchgeführt.
Seit 1999 gilt in Deutschland das Psychotherapeutengesetz, welches die Berufsbezeichnung „Psychotherapeut“ erstmals gesetzlich geschützt hat. Neben Ärztlichen Psychotherapeuten, für die eigene berufsrechtliche Regelungen gelten, können nur Diplom-Psychologen (für Kinder- und Jugendlichenpsychotherapie auch Dipl.-Pädagogen bzw. Dipl.-Sozialpädagogen) nach erfolgreicher Absolvierung einer staatlich anerkannten Ausbildung, bei Vorliegen bestimmter, im Psychotherapeutengesetz festgelegter Voraussetzungen, die staatliche Approbation zum Psychologischen Psychotherapeuten erhalten.
Andererseits dürfen in Deutschland auch Heilpraktiker für Psychotherapie Psychotherapie anbieten und durchführen.
Die gesetzliche Krankenversicherung und damit auch deren Verfahrensweise bezüglich der Psychotherapie ist im SGB V geregelt. Darin sind Richtlinien enthalten die für die Psychotherapie insbesondere regeln:
- behandlungsbedürftige Krankheiten
- zur Krankenbehandlung geeignete Verfahren
- Antrags- und Gutachterverfahren
- probatorische Sitzungen
- Art, Umfang und Durchführung der Behandlung sowie den ärztlichen Konsiliarbericht

Dabei können Leistungen eingeschränkt oder ausgeschlossen werden, „wenn nach allgemein anerkanntem Stand der medizinischen Erkenntnisse der diagnostische oder therapeutische Nutzen, die medizinische Notwendigkeit oder die Wirtschaftlichkeit nicht nachgewiesen sind“.

## Österreich
In Österreich ist Psychotherapie sowohl im Ärztegesetz als auch im Psychotherapiegesetz von 1990 geregelt.

## Schweiz
In der Schweiz wird die Krankenkassen-Zulassung von psychotherapeutischen Methoden wie oben dargestellt durch die Schweizer Charta für Psychotherapie, die Assoziation Schweizer Psychotherapeutinnen und Psychotherapeuten, den Schweizerischen Berufsverband für angewandte Psychologie sowie die Föderation der Schweizer Psychologinnen und Psychologen organisiert.